# Красная пиранга
Красная пиранга (лат. Piranga flava) — вид птиц семейства кардиналовых. Ранее род пиранги (лат. Piranga) относился к семейству танагровых, но из-за схожести оперения и вокализации с птицами из семейства кардиналовых им изменили классификацию. Занесён в Красную книгу МСОП как вид, вызывающий наименьшие опасения (LC).
Название на латинском языке указывает на цвет оперения жёлтого или золотистого оттенка. Поведение красной пиранги схоже с поведением красноголовой пиранги.
Ареал простирается от юго-западной части США — штаты Аризона, Нью-Мексико, а также юг штатов Калифорния и Колорадо до северной Аргентины.
Существуют три группы подвидов красной пиранги, которые могут быть отдельными видами: Piranga hepatica — обитает на севере Никарагуа в сосновых и сосново-дубовых лесах, Piranga lutea — обитает на территории от Коста-Рики до северо-западной части Южной Америки в горных лесных опушках и Piranga flava — обитает на территории Южной Америки в открытых лесах.
Птицы северного подвида больше и коренастей остальных подвидов. Они имеют относительно короткий хвост и толстый клюв с обязательным ярким оперением на лбу и горле; у них серые бока, темноватые щёки и тёмные глаза. Оперение самки жёлтых оттенков, а самца красных. Средняя масса составляет 38 грамм. Средний размах крыльев 31,8 сантиметров. Длина птицы составляет 20,3 сантиметров. Свист у птицы низкий и звучит как «чуп». Пение ясное. Свист при полёте хриплый и растущий и звучит как «уип».
Пищу ищет в листве деревьев, двигаясь медленно и методично; разные особи используют разные стратегии. В летний период рацион северного подвида в значительной степени состоит из насекомых, пауков и некоторых фруктов. В Мексике наблюдалось употребление ими нектара. На юге штата Оахака они охотятся за стаями кочевых муравьев. Привычки и поведение северного подвида до сих пор до конца не исследованы.